# Крета-Бручате (Пјаченца)
крета-Бручате је насеље у Италији у округу Пјаченца, региону Емилија-Ромања.
Према процени из 2011. у насељу је живело 214 становника. Насеље се налази на надморској висини од 169 м.